# Christian Thomasius
Christian Thomasius (født 1. januar 1655 i Leipzig, død 23. september 1728 i Halle) var en tysk jurist, filosof og højskolelærer.
Hans arbejde for en human strafferet bidrog i væsentlig grad til afskaffelse af hekseprocesserne og af brug af tortur.